# 스위스의 범죄

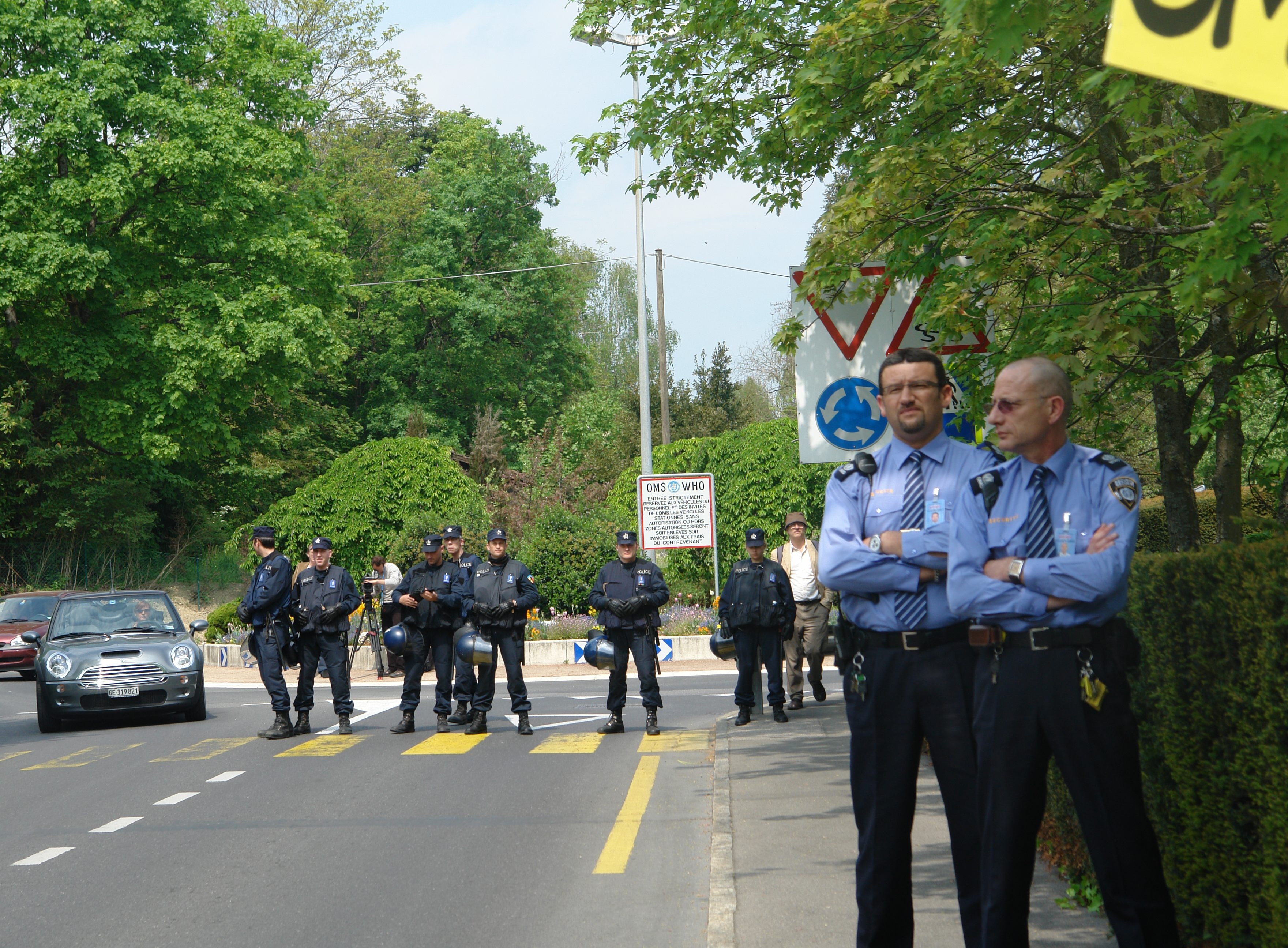
2007년 4월 26일 제네바에서 체르노빌의 날에 WHO 정상회담 근처에서 시위에 대응하여 근무 중인 스위스 경찰 및 보안관

스위스의 범죄는 주로 주 경찰에 의해 진압된다. 연방경찰청은 조직범죄, 돈세탁 및 테러를 수사한다.

## 범죄 통계
스위스에서 2019년 경찰은 형법상 총 432,000건의 범죄를 등록했으며 (전년 대비 -0.2%), 그 중 110,140건 (25.5%)이 절도 사건 (차량 제외, -2.0%), 41,944건 (9.7%)이 차량 절도 (자전거 포함, -10.1%), 46건이 살인, 161건이 살인 미수였다. 보고된 강간 사건 수는 전년 대비 53건 (8.5%) 증가했다. 음란물 범죄는 56.1% 증가하여 2,837건이 되었다. 마약법 위반은 0.7% 감소하여 75,757건을 기록했다.
2014년에는 110,124명의 성인이 유죄 판결을 받았으며, 그 중 55,240명 (50%)은 교통법규 위반으로, 6,540명 (1.6% 증가)은 마약 밀매로, 17,882명 (7.2% 감소)은 연방 외국인법 위반으로 유죄 판결을 받았다. 유죄 판결을 받은 성인의 83,014명 (83.4%)이 남성이었고, 그 중 42,289명 (42.5%)이 스위스인이었다.
같은 해에 11,484명의 미성년자 (그 중 78%는 남성, 68%는 스위스인, 64.2%는 16세 또는 17세)가 유죄 판결을 받았다.
신체 상해에 대한 유죄 판결은 1990년대와 2000년대 내내 꾸준히 증가하여, 1990년에는 중상해 23건, 경상해 831건이었으나, 2005년에는 각각 78건, 2,342건이었다. 강간에 대한 유죄 판결도 약간 증가하여, 1985년부터 1995년까지는 연간 500~600건이었으나, 2000년부터 2005년까지는 600~700건이었다. 이러한 추세와 일치하여, 같은 기간 공무원에 대한 위협 또는 폭력에 대한 유죄 판결은 1990년 348건에서 2003년 891건으로 꾸준히 증가했다.

### 유죄 판결 유형
유죄 판결을 받은 사람의 수는 다음 표에 나와 있다. 각 범죄 유형은 관련 스위스 형법 (독일어로 StGB 약칭), 또는 마약법 (BetmG 약칭), 또는 도로교통법 (SVG 약칭)을 참조한다.
| 연도  | 총 유죄 판결 성인 (StGB만) | 살인 (형법 111,112,113,116조) | 중상해 (형법 122조) | 경상해 (형법 123조) | 아동과의 성적 접촉 (형법 187조) | 강간 (형법 190조) | 절도 (형법 139조) | 강도 (형법 140조) | 장물 취득 (형법 160조) | 횡령 (형법 138조) | 사기 (형법 146조) | 마약 소지 | 주요 교통법규 위반 (SVG 90조 1&2항) | 음주 운전 (SVG 91조) |
| ----- | -------------------------- | ----------------------------- | ------------------- | ------------------- | ------------------------------- | ----------------- | ----------------- | ----------------- | ---------------------- | ----------------- | ----------------- | --------- | ----------------------------------- | -------------------- |
| 2005  | 26,200                     | 106                           | 95                  | 2,438               | 416                             | 110               | 5,968             | 498               | 1,249                  | 907               | 1,468             | 5,508     | 22,013                              | 16,466               |
| 2006  | 26,428                     | 116                           | 108                 | 2,553               | 389                             | 134               | 5,892             | 574               | 1,184                  | 863               | 1,512             | 5,419     | 21,725                              | 20,900               |
| 2007  | 24,184                     | 104                           | 93                  | 2,283               | 387                             | 136               | 5,505             | 532               | 943                    | 805               | 1,587             | 5,073     | 21,431                              | 20,083               |
| 2008  | 26,025                     | 102                           | 134                 | 2,622               | 408                             | 133               | 5,732             | 537               | 914                    | 840               | 1,641             | 5,349     | 25,184                              | 20,376               |
| 2009  | 27,497                     | 100                           | 130                 | 2,665               | 384                             | 131               | 6,393             | 553               | 943                    | 847               | 1,555             | 5,491     | 25,472                              | 19,483               |
| 2010  | 28,603                     | 96                            | 152                 | 2,690               | 331                             | 134               | 6,669             | 611               | 911                    | 783               | 1,746             | 6,104     | 25,960                              | 20,421               |
| 2011  | 29,645                     | 84                            | 137                 | 2,775               | 276                             | 87                | 7,074             | 464               | 1,033                  | 726               | 1,831             | 4,851     | 24,040                              | 19,127               |
| 2012  | 34,270                     | 117                           | 188                 | 2,902               | 298                             | 110               | 9,026             | 534               | 1,347                  | 756               | 1,994             | 5,795     | 23,248                              | 18,662               |
| 2013  | 35,726                     | 121                           | 187                 | 2,892               | 322                             | 99                | 9,577             | 683               | 1,440                  | 676               | 2,332             | 6,119     | 22,584                              | 17,625               |
| 2014  | 34,335                     | 123                           | 235                 | 2,768               | 318                             | 109               | 8,557             | 584               | 1,154                  | 694               | 2,253             | 6,384     | 24,838                              | 17,327               |
| 2015  | 32,992                     | 115                           | 239                 | 2,581               | 350                             | 104               | 7,491             | 528               | 946                    | 693               | 2,434             | 6,746     | 23,881                              | 16,728               |
| 2016a | 32,378                     | 91                            | 206                 | 2,471               | 294                             | 86                | 7,028             | 408               | 804                    | 693               | 2,294             | 6,354     | 22,473                              | 16,720               |

^a  2016년 유죄 판결 수는 항소로 번복된 유죄 판결을 포함하지 않을 수 있다.
^  개인정보 보호법에 따라 일부 유죄 판결은 포함되지 않는다.
| 연도  | 총 유죄 판결 미성년자 (StGB만) | 살인 (형법 111,112,113,116조) | 중상해 (형법 122조) | 경상해 (형법 123조) | 아동과의 성적 접촉 (형법 187조) | 강간 (형법 190조) | 절도 (형법 139조) | 강도 (형법 140조) | 장물 취득 (형법 160조) | 횡령 (형법 138조) | 사기 (형법 146조) | 마약 소지 | 주요 교통법규 위반 (SVG 90조 1&2항) | 음주 운전 (SVG 91조) |
| ----- | ------------------------------ | ----------------------------- | ------------------- | ------------------- | ------------------------------- | ----------------- | ----------------- | ----------------- | ---------------------- | ----------------- | ----------------- | --------- | ----------------------------------- | -------------------- |
| 2005  | 7,580                          | 7                             | 10                  | 634                 | 73                              | 14                | 3,528             | 375               | 400                    | 34                | 65                | 918       | 124                                 | 180                  |
| 2006  | 7,768                          | 7                             | 22                  | 644                 | 118                             | 19                | 3,417             | 330               | 390                    | 35                | 51                | 1,019     | 125                                 | 188                  |
| 2007  | 6,912                          | 7                             | 21                  | 701                 | 102                             | 20                | 2,190             | 285               | 285                    | 21                | 47                | 680       | 117                                 | 141                  |
| 2008  | 6,976                          | 4                             | 24                  | 688                 | 80                              | 17                | 1,999             | 334               | 272                    | 17                | 57                | 560       | 101                                 | 125                  |
| 2009  | 6,930                          | 7                             | 24                  | 664                 | 73                              | 5                 | 2,031             | 366               | 315                    | 19                | 57                | 600       | 142                                 | 105                  |
| 2010  | 7,614                          | 13                            | 36                  | 770                 | 71                              | 17                | 2,411             | 413               | 242                    | 19                | 51                | 566       | 120                                 | 141                  |
| 2011  | 5,428                          | 2                             | 31                  | 551                 | 65                              | 5                 | 1,589             | 259               | 155                    | 10                | 49                | 507       | 138                                 | 152                  |
| 2012  | 5,073                          | 2                             | 34                  | 476                 | 69                              | 8                 | 1,624             | 305               | 165                    | 25                | 56                | 555       | 74                                  | 124                  |
| 2013  | 5,193                          | 4                             | 31                  | 408                 | 75                              | 22                | 1,664             | 324               | 171                    | 26                | 90                | 691       | 72                                  | 95                   |
| 2014  | 4,912                          | 3                             | 33                  | 393                 | 66                              | 9                 | 1,388             | 240               | 162                    | 25                | 70                | 832       | 91                                  | 126                  |
| 2015  | 4,518                          | 4                             | 28                  | 342                 | 89                              | 5                 | 1,387             | 196               | 146                    | 17                | 73                | 972       | 127                                 | 105                  |
| 2016a | 4,613                          | 6                             | 47                  | 342                 | 69                              | 11                | 1,415             | 161               | 151                    | 15                | 93                | 879       | 86                                  | 111                  |

^a  2016년 유죄 판결 수는 항소로 번복된 유죄 판결을 포함하지 않을 수 있다.
^  개인정보 보호법에 따라 일부 유죄 판결은 포함되지 않는다.

### 역사적 유죄율
역사적 성인 유죄율은 다음 차트에 나와 있다.
| 연도  | 성인 총 유죄 판결 | 형사 유죄 판결 | 형사 유죄 판결 | 형사 유죄 판결 | 마약 유죄 판결 | 마약 유죄 판결 | 마약 유죄 판결 | 교통 유죄 판결 | 교통 유죄 판결 | 교통 유죄 판결 |
| 연도  | 성인 총 유죄 판결 | 총계           | 남성           | 스위스인       | 총계           | 남성           | 스위스인       | 총계           | 남성           | 스위스인       |
| ----- | ----------------- | -------------- | -------------- | -------------- | -------------- | -------------- | -------------- | -------------- | -------------- | -------------- |
| 1985  | 46,252            | 20,272         | 81.1%          | 66.8%          | 3,855          | 81.3%          | 69.9%          | 22,125         | 89.6%          | 74.5%          |
| 1990  | 52,030            | 19,810         | 80.2%          | 57.1%          | 4,176          | 81.8%          | 61.4%          | 28,044         | 88.5%          | 67.2%          |
| 1995  | 57,478            | 17,824         | 83.3%          | 55.0%          | 5,442          | 84.1%          | 53.7%          | 34,212         | 86.5%          | 63.3%          |
| 2000  | 68,654            | 20,614         | 85.2%          | 49.5%          | 6,798          | 70.7%          | 34.6%          | 41,242         | 85.0%          | 60.3%          |
| 2005  | 80,484            | 26,199         | 84.7%          | 49.7%          | 6,847          | 71.6%          | 33.3%          | 47,438         | 84.0%          | 55.5%          |
| 2006  | 85,477            | 26,583         | 84.8%          | 50.2%          | 6,792          | 70.1%          | 34.7%          | 52,102         | 83.7%          | 54.8%          |
| 2007  | 80,299            | 24,265         | 85.0%          | 51.3%          | 6,051          | 74.4%          | 35.3%          | 49,983         | 84.4%          | 53.9%          |
| 2008  | 88,147            | 26,327         | 84.5%          | 51.0%          | 6,240          | 77.2%          | 36.8%          | 55,580         | 83.5%          | 52.6%          |
| 2009  | 89,542            | 27,727         | 84.7%          | 48.5%          | 6,430          | 76.8%          | 34.8%          | 55,385         | 83.3%          | 52.4%          |
| 2010  | 93,187            | 28,691         | 84.0%          | 47.4%          | 7,006          | 78.7%          | 33.7%          | 57,490         | 83.0%          | 51.6%          |
| 2011  | 87,222            | 29,128         | 83.5%          | 44.9%          | 5,401          | 78.2%          | 32.6%          | 52,693         | 83.3%          | 50.6%          |
| 2012  | 95,702            | 33,925         | 83.8%          | 41.5%          | 6,562          | 80.0%          | 30.6%          | 55,215         | 82.0%          | 50.3%          |
| 2013  | 97,706            | 35,325         | 83.3%          | 40.3%          | 7,141          | 77.5%          | 28.9%          | 55,240         | 81.6%          | 48.8%          |
| 2014a | 98,582            | 32,911         | 82.6%          | 41.3%          | 7,392          | 76.2%          | 30.4%          | 58,279         | 80.4%          | 48.1%          |

^a  2014년 유죄 판결 수는 항소로 번복된 유죄 판결을 포함하지 않을 수 있다.

### 유죄 판결 시 연령
유죄 판결 당시 개인의 연령은 이 차트에 나와 있다.
| 연도  | 18–19 | 20–24 | 25–29 | 30–34 | 35–39 | 40–44 | 45–49 | 50–59 | 60–69 | 70+  |
| ----- | ----- | ----- | ----- | ----- | ----- | ----- | ----- | ----- | ----- | ---- |
| 1985  | 7.9%  | 26.8% | 18.6% | 13.6% | 10.4% | 7.7%  | 5.4%  | 6.4%  | 2.5%  | 0.7% |
| 1990  | 6.6%  | 26.4% | 20.7% | 14.5% | 9.9%  | 7.5%  | 5.4%  | 6.1%  | 2.2%  | 0.7% |
| 1995  | 5.4%  | 21.4% | 20.8% | 15.5% | 11.5% | 8.6%  | 6.5%  | 7.1%  | 2.5%  | 0.8% |
| 2000  | 6.5%  | 19.3% | 17.1% | 15.5% | 12.5% | 9.7%  | 7.2%  | 8.3%  | 3.1%  | 0.9% |
| 2005  | 7.2%  | 20.7% | 15.4% | 13.5% | 12.4% | 10.5% | 7.4%  | 8.8%  | 3.1%  | 1.0% |
| 2006  | 7.4%  | 20.6% | 15.0% | 12.6% | 12.0% | 10.7% | 7.9%  | 9.2%  | 3.6%  | 1.0% |
| 2007  | 7.5%  | 20.5% | 15.0% | 12.2% | 12.1% | 10.6% | 7.9%  | 9.6%  | 3.5%  | 1.2% |
| 2008  | 6.9%  | 20.7% | 15.3% | 12.2% | 11.5% | 10.1% | 8.2%  | 9.7%  | 3.9%  | 1.4% |
| 2009  | 7.2%  | 21.0% | 15.9% | 12.4% | 11.2% | 10.1% | 8.1%  | 9.0%  | 3.8%  | 1.4% |
| 2010  | 7.1%  | 20.7% | 16.1% | 12.3% | 11.1% | 10.2% | 8.0%  | 9.5%  | 3.7%  | 1.4% |
| 2011  | 6.5%  | 20.8% | 16.8% | 12.7% | 11.0% | 9.5%  | 7.9%  | 9.2%  | 4.0%  | 1.4% |
| 2012  | 6.2%  | 19.9% | 17.0% | 13.7% | 10.7% | 9.5%  | 7.8%  | 9.3%  | 4.2%  | 1.7% |
| 2013  | 5.9%  | 18.8% | 17.3% | 13.9% | 11.0% | 9.6%  | 8.2%  | 9.8%  | 3.9%  | 1.6% |
| 2014a | 5.4%  | 17.7% | 16.6% | 14.2% | 11.4% | 9.6%  | 8.6%  | 10.4% | 4.4%  | 1.8% |

^a  2014년 유죄 판결 수는 항소로 번복된 유죄 판결을 포함하지 않을 수 있다.

### 미성년자 범죄
공식 통계에 따르면 2021년에는 총 20,902건의 미성년자 유죄 판결이 있었는데, 이는 2020년보다 7.5% 증가한 수치이다. 2021년 미성년자 범죄에 대한 설문조사에 따르면 14세와 15세 응답자의 6.4%가 집단 싸움에 참여했다고 인정했다. 가장 흔한 범죄는 15%를 차지한 소매치기였다. 10.3%는 총기, 곤봉, 대형 칼 또는 기타 무기를 소지했다. 9.4%는 기물 파손 행위를 저질렀다. 5.5%는 마약을 밀매하거나 밀매를 도왔다. 1.5%는 강도를 인정했으며, 1.1%는 차량 절도를 인정했다. 5%는 증오범죄를 저질렀고, 2.9%는 원치 않거나 승인되지 않은 친밀한 사진을 보냈다. 온라인 사기와 해킹은 각각 2.7%가 인정했다. 2.6%는 중상해를 입히는 폭행을 저질렀다. 1.3%는 무기, 폭력 또는 심각한 위협으로 다른 사람을 강탈했다고 보고했다.

## 투옥
2017년 스위스 교도소 또는 미결구금 시설에 6,863명이 수감되었으며, 그 중 49.3%는 합법적인 거주자였고, 9.6%는 망명 신청자였으며, 41.1%는 "기타 외국인" (국경을 넘는 노동자, 미등록 이주민, 관광객, 스위스에 고정 거주지가 없는 외국인 포함)으로 분류되었다. 6,863명 중 1,673명은 교화 중이었으며, 이들 중 49%는 스위스에 고정 거주지가 없는 외국인이었다.

## 범죄 유형별
횡령죄, 탈세, 돈세탁 및 성희롱 의심 사례가 스위스 기업의 35%에서 보고되었다.

### 돈세탁
스위스 은행들은 독재자, 전제군주, 마피아, 무기 밀매자, 부패한 공무원 및 모든 종류의 탈세범들의 재산을 위한 조세 피난처 역할을 해왔다.
돈세탁은 형사 당국에 의해 처벌되는 형사 범죄이다 (스위스 형법 305조 2항). 스위스 자금세탁보고청에 따르면 2017년 공식 "의심 활동 보고서"는 4,700건 (162억 달러 상당)에 달했으며, 2016년 2,909건에서 증가했다.
자금세탁보고청은 돈세탁, 테러 자금 조달 및 범죄 원천 자금과 관련된 의심스러운 활동 보고를 접수하고 분석하며 필요한 경우 법 집행 기관에 전달하는 연방 기관이다.
스위스 법에 따르면, 회사는 부적절한 조직이나 범죄 발생을 방지하기 위한 모든 합리적인 조치를 취하지 않은 경우 형사상 책임을 질 수 있다.
1989년, 스위스 법무부 장관은 남편의 돈세탁 혐의에 따라 사임해야 했다. 이것은 공개된 가장 큰 마약 관련 돈세탁 사건이었다.

#### 허점
스위스 은행은 전 세계에서 처리하는 모든 자산의 궁극적인 수익적 소유자를 기록할 법적 의무가 있지만, 제3자가 소유자를 쉽게 숨길 수 있는 관할권에서는 이를 정확하게 수행하는 것이 까다로울 수 있다. 따라서 유령 회사, 신탁 기금 및 자산을 소유하지 않고 서류에 서명하는 대리 이사를 사용하여 허점이 존재한다.
현재 규칙에 따라 은행 기관 및 주 당국은 등록부에 있는 내용만 보고할 수 있으며, 자산의 출처나 개인 간의 관계를 조사하는 것은 허용되지 않는다 (2022년). 당국은 조사가 개시된 경우에만 수익적 소유자의 데이터에 접근할 수 있다.
스위스 연방 감사원 (SFAO)은 상품 부문의 허점을 지적하며, 특히 제련을 위한 재료 구매는 원자재 출처 모니터링에서 부분적으로 제외된다고 언급했다. 통제는 이미 정제된 금괴 거래 확인에 국한된다.

##### 제재 대상 국가
스위스 법의 한 조항은 스위스 기업의 해외 자회사 (예: 두바이, 키프로스 또는 홍콩)가 제재 대상 국가 (예: 러시아)를 위해 "법적으로 독립적"인 한 상품을 거래할 수 있도록 허용한다. 또한, 스위스 제재법은 해외에 거주하는 스위스 국적자에게는 적용되지 않는다. 법무장관실은 SECO의 요청이 있어야만 제재 위반 혐의에 대한 조사를 개시할 수 있다고 말한다. 제재와 관련하여 스위스는 전담 기관이 없으며, 대신 여러 연방 기관, 칸톤 및 은행에 위반 사항 보고를 의존한다.

#### 비판
의심스러운 활동의 실제 수치는 공식적으로 보고된 것보다 훨씬 높다고 한다. 게다가 정부는 수단 부족, 인센티브 부족, 명확한 법적 틀 부족으로 인해 이러한 보고를 거의 추적하지 않는다.
스위스 연방 감사원(SFAO)에 따르면, 현재 작성된 법은 회사가 유죄 판결을 받더라도 최대 500만 스위스 프랑(520만 달러)만 지불하면 되기 때문에 억제 효과가 없다.
감독 기관인 FINMA는 "의심 활동 보고서"에 따라 은행에 위험을 경고할 수 있지만, 고객 수용 결정은 궁극적으로 은행에 달려 있으며, 일부 경우 은행은 해외 또는 국내 경쟁사에게 고객을 잃을 것을 우려한다.
2022년 2월, 유럽 의회의 유럽 국민당은 스위스 시크릿 유출에 대한 대응으로 스위스 은행 관행과 돈세탁 지위를 검토할 것을 제안하며, 유럽 연합 집행위원회에 스위스를 금융 범죄에 대한 고위험 국가로 재분류할 것을 요청했다.
SFAO에 따르면, 스위스의 부동산 부문은 여전히 불법 자금을 합법적인 금융 회로에 도입하기에 매력적인 곳이다.
2022년 바젤 거버넌스 연구소에 따르면, 스위스는 돈세탁 및 부패 위험 측면에서 129개국 중 95위를 차지했다.
2022년에 금융가 빌 브라우더는 스위스를 "세계의 돈세탁 수도"라고 비판했다.

#### 개혁
2023년 현재 금융 중개업자는 고객의 신원을 확인하고, 제공된 서비스를 기록하며, 고객의 배경과 목적을 명확히 할 의무가 있다. 스위스에 기반을 둔 자선 단체는 스위스에 대표자를 임명하고 회원 목록을 5년 동안 보관해야 한다. 새로운 규칙은 또한 은행이 스위스 자금세탁보고청(MLROS)에 범죄 자금을 통보하도록 의무화하는데, 이전에는 항상 공개하지는 않았다.
스위스 NGO인 공공의 눈은 상품 부문에 대한 감독 당국을 설립하여 거래 회사의 실제 소유자를 추적하고 상품이 분쟁 지역이나 국제 제재 대상 국가에서 유래하지 않도록 보장할 것을 권고했다. 2023년 현재, 금이나 다이아몬드와 같은 상품의 추적 (채굴에서 상업화까지)에 블록체인 기술을 사용하는 스위스 기업들이 서서히 부상하고 있다.
또한 FATF와 국제 투명성 기구는 변호사, 금융 자문가, 부동산 및 미술품 거래가 은행과 동일한 엄격한 자금세탁 방지 조치에 따라야 한다고 요구하고 있다.

#### 테러 자금 조달
스위스의 돈세탁 규정에는 금융 중개업자(예: 투자 은행 또는 보험 회사)에게 실사 및 공개 의무를 준수하도록 요구하는 자금세탁방지법(AML법)이 포함된다.
스위스 연방 검찰청과 언론에 따르면, 1990년대와 2000년대 초반 알카에다 조직원들이 스위스 은행에 계좌를 가지고 있었고, 여기에는 UBS도 포함된다.

#### 자산 압류
스위스 당국은 법이 요구하는 경우 자산을 동결할 수 있다. 그러나 자산 압류는 범죄 관련 사건이나 빈곤한 권력자의 경우에만 허용된다.
스위스 형법 72조에 따르면 "범죄 또는 테러 조직의 처분 권한에 속하는 모든 자산"은 영구적으로 몰수될 수 있다. "그러한 조직에 참여하거나 지원하는 사람(260조)의 자산의 경우, 반대가 입증될 때까지 해당 자산이 조직의 처분 권한에 속하는 것으로 추정된다." 전문가들에 따르면, 몰수 규칙은 "재산 보장을 침해하지 않는다."

### 마약
2017년 기준 마약 사용은 10~18세 연령층이 경찰에 신고된 (파일링, 벌금 부과 또는 사법 기관에 보고된) 가장 흔한 이유였지만, 거래는 2010년 이후 감소했다.
스위스 중독 센터에 따르면 "불법 물질은 도시에서 빠르고 비교적 쉽게 찾을 수 있다."
스위스 청소년 및 젊은 성인들 사이의 대마초 사용은 10년 동안 크게 증가했다. 2017년에는 15~24세 청소년 및 젊은 성인의 9%가 지난 한 달 동안 대마초를 사용했다고 보고했다. 20~24세 연령대에서는 남성의 14%, 여성의 6.5%가 지난 30일 동안 대마초를 사용했다고 응답하여 수치가 훨씬 높다.
최근 연구에 따르면 장크트갈렌, 베른, 취리히, 바젤, 제네바 등 스위스 5개 도시가 코카인 사용 측면에서 유럽 10대 도시에 포함되었다.
CHUV를 포함한 스위스 당국은 딜러와 밀매업자들이 보주에서만 연간 2,810만~2,910만 달러의 이익을 얻는다고 추정한다.
스위스 경찰 기록 분석에 따르면, 의료용 마약 재활 프로그램 참가자들은 코카인, 대마초 및 헤로인 사용을 줄이는 경향이 있으며, 소매치기, 강도, 차량 절도와 같이 마약을 구매하기 위해 다른 범죄를 저지를 필요성도 줄어든다.
2022년, 프리부르의 네스프레소 공장에서 스위스 당국에 의해 브라질산 코카인 500kg이라는 거의 역대 최고 규모의 선적이 압수되었다. 2023년, 이 수사는 스위스에서 가해자를 식별하지 못해 "일시 중단"되었다.
2023년 연구에 따르면, 스위스에서 차량을 운전하는 사람들의 10~15%가 위험한 물질 (코카인 포함)의 영향을 받고 있다.
바젤과 라인강 항구는 유럽에 도착하는 코카인의 주요 진입 지점 중 하나로 알려져 있다.

### 절도
2021년 스위스에서는 매일 19대의 자동차가 도난당한다. 매년 4만 대의 자전거가 도난당한다 (2022년).

### 강도
공식 통계에 따르면, 스위스 경찰은 2022년에 35,732건의 강도를 기록했으며, 이는 2021년 대비 14.6% 증가한 수치이다.

### 살인
2019년에는 살인 시도 161건과 살인 완료 46건이 발생하여 인구 10만 명당 살인율은 0.54명으로 세계에서 가장 낮은 비율 중 하나였다. 총 207건 중 105건은 칼날 무기로, 20건은 총기로, 47건은 비무장으로 저질러졌다. 확인된 용의자 229명 중 197명은 남성이었고, 126명(55%)은 외국인이었으며, 그 중 72명은 영주권자였다. 살인 완료 사건 29건(63%)과 살인 시도 사건 50건(31%)은 가정폭력으로 분류되었다.

### 사이버 범죄
2016년 스위스 경찰에 신고된 사이버 범죄 사건은 14,033건으로, 2015년 11,575건, 2011년 5,330건에 비해 증가했다. 스위스 언론은 2019년 이후 300만 개 이상의 스위스 이메일 사용자 이름과 관련 암호가 인터넷에서 유출되었다고 보도했다. 여기에는 정부 장관, 정부 직원 및 군대의 로그인 정보가 포함된다.
2019년 컴퓨터 관련 위반에는 컴퓨터의 사기적 오용(2019년 5,583건, 2018년 대비 598건 증가) 및 포르노그래피 관련 범죄(2,387건, 50% 이상 증가)가 포함된다.
총 30,351건의 범죄가 2021년 가상 공간에서 보고되었으며 ("존재하지 않는 상품"의 온라인 판매가 가장 흔한 범죄였다).
2023년, 스위스 정부는 국가 안보를 위협할 수 있는 매우 민감한 데이터를 훔쳤다고 알려진 대규모 사이버 공격의 표적이 되었고, 이 데이터는 나중에 다크 웹에서 판매되었다.

### 성범죄
스위스의 강간에 대한 법적 정의는 "여성과의 질 성교 중 폭행"이므로 남성은 강간 피해자 지위에서 제외된다. 강간은 1년에서 10년의 징역형으로 처벌된다. "성교와 유사한 성행위 또는 기타 성행위"(키스, 더듬기)를 포함하는 외설적인 폭행은 경범죄의 경우 벌금형 또는 최대 10년의 징역형으로 처벌된다. 피해자의 성별은 명시되어 있지 않다. 스위스 경찰은 2022년 867건의 강간 범죄를 기록했다.

#### 아동 성범죄
2018년에만 FBI는 스위스 당국(FedPol)에 스위스에서 발생한 아동 포르노 및 아동 성범죄 사건 9,000건을 보고했다. 스위스 경찰이 이 목록으로 무엇을 하는지는 불분명하다. 다른 보고서들은 최근 몇 년간 민간 단체에 의해 이 주제에 대해 작성되었다.
가톨릭 교회에서 보고된 성적 학대 사건은 2012년 9건에서 2017년 65건으로 증가했다(피해자의 63%는 16세 이하, 27%는 12세 이하).
 그러나 2023년 취리히 대학교가 실시한 연구에 따르면 1950년 이후 스위스 가톨릭 교회에서 발생한 성적 학대 사건은 510명의 가해자와 921명의 피해자를 참조하여 1,000건에 달했다. 이 연구는 이것이 "빙산의 일각"일 수 있다고 말한다.

### 증오범죄
스위스에서는 인종, 민족 때문에 사람이나 집단에 대한 공개적인 차별이나 증오를 선동하는 행위는 3년 이하의 징역형 또는 벌금형으로 처벌된다. 1934년, 칸톤인 바젤슈타트주 당국은 주로 친나치 반유대주의 단체와 신문인 Volksbund에 대한 반작용으로 유대인에 대한 의례 살인 혐의와 같은 반유대주의적 증오 발언을 범죄화했다.
2019년, 350건 이상의 인종 차별 사건이 당국에 보고되었다. 이 사건들은 제노포비아 (145건), 흑인 차별 (132건) 및 반이슬람 차별 (55건)과 관련이 있으며, 당국에 따르면 이는 스위스 전체 인종 차별 사건의 "작은 비율"이다.
2020년에는 제노포비아가 차별의 가장 흔한 동기(304건)로 나타났으며, 그 다음으로 흑인에 대한 차별(206건)과 무슬림에 대한 차별(55건)이 뒤를 이었다. 2021년에는 반아시아 인종차별 사건이 처음으로 41건 보고되었다. 또한 2021년에는 92건의 반-LGBT 증오범죄 보고가 있었다.
2023년 현재, 스위스인 100명 중 3명은 증오범죄를 경험했다. 같은 연구에 따르면, 40.1%의 경우 폭행은 출신에 기반했으며, 그 다음으로 성별 및 외모에 기반한 폭행이었고, 모욕이 가장 흔한 범죄였다.

### 부패
유럽 평의회의 반부패국가그룹(GRECO)은 평가 보고서에서 상당한 대중의 신뢰를 받는 스위스 기관의 특수성을 언급했다. 그러나 시스템의 조직 자체가 정치인과 사법부에 미묘한 압력을 가할 수 있다고 강조했다.
국제투명성기구의 2017년 부패인식지수에서 스위스는 180개국 중 5번째로 부패가 적은 국가로 평가되었다.
2018년 조세 정의 네트워크는 스위스 은행 부문을 대규모 역외 은행업 산업과 매우 엄격한 비밀 유지법 때문에 세계에서 "가장 부패한" 것으로 평가했다. 이 순위는 해당 국가의 법률 시스템이 돈세탁과 부패로 취득한 부를 보호하는 데 얼마나 많은 도움을 제공하는지 측정하려고 시도한다. 미국 의회 헬싱키 위원회는 2023년에 스위스 사법부와 법원의 기능에 대해 강력히 비판했으며, 특히 "부패했다"고 말했다.

### 화이트칼라 범죄
2020년 스위스 법원은 3억 5,500만 스위스 프랑(3억 8,400만 달러)의 손실을 입힌 52건의 주요 경제 범죄 사건을 다루었다. 대부분의 사건은 사회 보장 및 보험 사기와 관련이 있었다.

## 범죄 역학

### 이민자 범죄
거주 외국인("이민자 범죄")의 범죄율은 현저히 높다(2003년 형법상 유죄 판결 기준 3.7배).
1997년에는 형법상 유죄 판결을 받은 외국인 수가 스위스인 수를 처음으로 넘어섰다 (당시 전체 인구의 20.6%를 차지). 1999년, 연방 법무부는 비행과 국적에 관한 연구 (실무 그룹 "외국인 범죄")를 의뢰했으며, 최종 보고서 (2001년)에서 망명 신청자들 사이의 형법상 유죄 판결 비율이 스위스 시민 (0.3%)에 비해 약 12배 (4%) 높았으며, 다른 거주 외국인들 사이에서는 약 2배 (0.6%) 높았음을 발견했다.
| 연도   | 총 유죄 선고된 사람 수 | 총 성인 유죄 선고 | 스위스 성인 유죄 선고 | 총 비시민권자 성인 유죄 선고 | 비시민권자 성인 유죄 선고 비율 | B, C 및 Ci 비자 소지자 유죄 선고 | 기타 이민 신분 | 미확인 이민 신분 |
| ------ | ---------------------- | ----------------- | --------------------- | ---------------------------- | ------------------------------ | -------------------------------- | -------------- | ---------------- |
| 1999   | 27,493                 | 21,101            | 10,314                | 10,787                       | 51.1%                          | a                                | a              | a                |
| 2000   | 26,692                 | 20,609            | 10,201                | 10,408                       | 50.5%                          | a                                | a              | a                |
| 2001   | 26,804                 | 20,052            | 10,233                | 9,819                        | 49.0%                          | a                                | a              | a                |
| 2002   | 27,930                 | 20,925            | 10,307                | 10,618                       | 50.7%                          | a                                | a              | a                |
| 2003   | 30,068                 | 22,966            | 11,115                | 11,851                       | 51.6%                          | a                                | a              | a                |
| 2004   | 33,167                 | 25,559            | 12,357                | 13,202                       | 51.7%                          | a                                | a              | a                |
| 2005   | 33,778                 | 26,198            | 13,025                | 13,173                       | 50.3%                          | a                                | a              | a                |
| 2006   | 34,350                 | 26,582            | 13,347                | 13,235                       | 49.8%                          | a                                | a              | a                |
| 2007   | 31,189                 | 24,280            | 12,455                | 11,825                       | 48.7%                          | a                                | a              | a                |
| 2008   | 33,326                 | 26,350            | 13,433                | 12,917                       | 49.0%                          | 6,746                            | 4,619          | 1,552            |
| 2009   | 34,683                 | 27,752            | 13,452                | 14,300                       | 51.5%                          | 7,397                            | 5,410          | 1,493            |
| 2010   | 36,318                 | 28,702            | 13,612                | 15,090                       | 52.6%                          | 7,377                            | 6,228          | 1,485            |
| 2011   | 34,591                 | 29,162            | 13,108                | 16,054                       | 55.1%                          | 7,317                            | 7,366          | 1,371            |
| 2012   | 39,043                 | 33,969            | 14,095                | 19,874                       | 58.5%                          | 7,989                            | 9,922          | 1,963            |
| 2013   | 40,726                 | 35,528            | 14,309                | 21,219                       | 59.7%                          | 8,345                            | 10,568         | 2,306            |
| 2014   | 38,906                 | 33,995            | 14,052                | 19,943                       | 58.7%                          | 8,577                            | 9,362          | 2,004            |
| 2015 b | 36,017                 | 31,560            | 13,423                | 18,137                       | 57.5%                          | 8,151                            | 8,305          | 1,681            |

^a  특정 이민 신분은 수집되지 않음
^b  항소 및 재판 진행 중으로 최종 수치는 변경될 수 있음
2010년에는 국적별 비행 통계가 처음으로 발표되었다(2009년 데이터 기준).
인구 구조로 인한 왜곡을 피하기 위해 각 그룹의 18세에서 34세 사이의 남성 인구만 고려되었다. 이 연구를 통해 범죄율이 다양한 이주민 그룹의 출신 국가와 매우 밀접하게 관련되어 있음이 분명해졌다.
따라서 독일, 프랑스, 오스트리아 이민자들은 스위스 시민보다 범죄율이 현저히 낮았지만 (60% ~ 80%), 앙골라, 나이지리아, 알제리 이민자들은 스위스 인구의 600% 이상의 범죄율을 보였다.
이러한 극단적인 경우 사이에 있는 구 유고슬라비아 이민자들은 스위스 수치의 210%에서 300% 사이의 범죄율을 보였다.
전체 보고서는 24개 국적과 스위스 시민의 범죄율 (100%로 고정), 그리고 모든 외국인 시민을 합친 평균값 (160%)을 나열했다. 논평가들은 목록의 명확한 지리적 구조에 놀라움을 표현했다. 이는 감소 순서로 아프리카, 중동, 발칸반도, 남유럽, 서유럽 및 중앙유럽을 보여준다.
연방 통계청은 비교 대상 그룹의 규모가 상당히 다르다는 주의사항과 함께 연구를 발표했다.
예를 들어, 500명의 앙골라 이민자들 사이에서 범죄율이 530% 증가한 순 영향은 46,000명의 포르투갈 이민자들 사이에서 범죄율이 30% 증가한 것보다 여전히 5배 작을 것이다. 스위스는 부유한 국가라는 명성 때문에 외국 범죄자들의 표적이 된다.
| 순위 | 출신 국가                            | 범죄율 (상대값) | 등록 인구 (천 명) | 남성 젊은 성인 (천 명) |
| 1    | 앙골라                               | 6.3             | 4.4               | 0.54                   |
| 2    | 나이지리아                           | 6.2             | 2.9               | 1.5                    |
| 3    | 알제리                               | 6.0             | 4.1               | 1.2                    |
| 4    | 코트디부아르                         | 5.9             | 1.7               | 0.44                   |
| 5    | 도미니카 공화국                      | 5.8             | 5.9               | 1.0                    |
| 6    | 스리랑카                             | 4.7             | 31                | 4.4                    |
| 7    | 콩고 (킨샤사)                        | 4.7             | 5.8               | 0.78                   |
| 8    | 카메룬                               | 4.4             | 4.3               | 0.97                   |
| 9    | 모로코                               | 4.3             | 7.4               | 1.6                    |
| 10   | 튀니지                               | 4.2             | 6.3               | 2.1                    |
| 11   | 이라크                               | 3.7             | 8.0               | 2.9                    |
| 12   | 콜롬비아                             | 3.2             | 4.2               | 0.71                   |
| 13   | 튀르키예                             | 3.2             | 73                | 16                     |
| 14   | 구 세르비아 몬테네그로 (코소보 포함) | 3.1             | 188               | 36                     |
| 15   | 브라질                               | 3.0             | 17                | 2.5                    |
| 16   | 이집트                               | 2.7             | 2.1               | 0.81                   |
| 17   | 크로아티아                           | 2.4             | 35                | 5.0                    |
| 18   | 보스니아 헤르체고비나                | 2.3             | 37                | 6.2                    |
| 19   | 북마케도니아                         | 2.3             | 60                | 12                     |
|      | 총 외국인 인구                       | 1.6             | 1,714             | 330                    |
| 20   | 포르투갈                             | 1.3             | 213               | 46                     |
| 21   | 이탈리아                             | 1.2             | 294               | 49                     |
| 22   | 스위스                               | 1.0             | 6,072             | 710                    |
| 23   | 오스트리아                           | 0.8             | 38                | 5.8                    |
| 24   | 프랑스                               | 0.7             | 95                | 21                     |
| 25   | 독일                                 | 0.6             | 266               | 62                     |

2010년 11월 28일, 유권자의 53%가 새로운 강화된 추방법에 찬성했다. 스위스 인민당이 제안한 이 법은 살인, 주거 침입, 심지어 복지 사기를 포함한 여러 범죄로 유죄 판결을 받은 비스위스인 범죄자의 자동 추방을 요구했다. 이 제안은 추방을 의무화하므로 판사의 추방에 대한 사법적 재량권을 부정한다. 사례별 검토 및 통합 조치를 포함하는 대안 제안은 54%의 유권자들에 의해 거부되었다.

## 조직범죄
스위스 은행들은 독재자, 전제군주, 마피아, 무기 밀매자, 부패한 공무원 및 모든 종류의 탈세범들의 재산을 위한 조세 피난처 역할을 해왔다.
2022년 스위스 언론은 스위스 최고의 검사 중 한 명인 딕 마르티가 세르비아 정부와 세르비아 마피아의 암살 계획의 표적이었다고 보도했다.
2022년 스위스 법무장관에 따르면, 스위스의 "큰 약점" 중 하나는 스위스의 연방 구조와 칸톤의 상대적 독립성 때문에 그의 연방 기관이 조직범죄에 대처할 국가적 총괄 능력이 없다는 것이다. 게다가 FedPol은 임무를 제대로 수행하려면 최소 200명의 수사관이 더 필요하다고 말한다.
2023년 5월, OFAC은 러시안 마피아와 긴밀한 관계를 맺고 유령 회사의 글로벌 네트워크를 통해 이들을 대신하여 금융 거래를 촉진한 혐의로 스위스 기반 DuLac Capital Ltd와 그 러시아 담당 이사(안셀름 오스카 슈무키)에 대해 새로운 제재를 부과했다. 회사 이사는 단지 "연좌제"일 뿐이라고 말한다.
2023년 FedPol 국장에 따르면, 스위스는 마약, 무기, 인신매매, 강도 및 현금자동입출금기 강도 등 여러 분야에서 범죄 네트워크의 은신처로 매력적이다.
2020년 FedPol에 따르면 약 400명의 이탈리아 마피아 조직원이 스위스에 거주하고 있다.
2025년 FedPol에 따르면, 마약 밀매와 관련된 조직범죄가 스위스 정치 시스템에 침투할 위험은 "실제적"이다.

### 인신매매
스위스의 인신매매 피해자 수는 2019년 142명에서 2021년 207명으로 50% 증가한 것으로 알려졌다. 피해자의 약 3분의 2는 성적 목적으로 인신매매되었고, 나머지는 노동 착취와 범죄 활동을 위해 인신매매되었다.

## 같이 보기
- 스위스의 법 집행
- 스위스 형법
- 스위스의 총기법

## 내용주와 각주
1. 1 2  《Polizeiliche Kriminalstatistik (PKS) - Jahresbericht 2019》 (PDF) (official federal site) (프랑스어, 독일어, 이탈리아어). Neuchâtel, Switzerland: Swiss Federal Statistical Office (SFO). 2020. 13, 26, 35–40쪽. ISBN 978-3-303-19082-1. 2020년 8월 3일에 확인함.
2. ↑  “Kriminalität, Strafvollzug – Daten, Indikatoren; Verurteilungen: Jugendliche und Erwachsene; Verurteilungen 2013–2014” (official federal site) (독일어, 프랑스어). Neuchâtel, Switzerland: Swiss Federal Statistical Office. 2015년 4월 30일. 2015년 8월 14일에 확인함.
3. 1 2  “Kriminalität, Strafvollzug – Daten, Indikatoren; Verurteilungen: Jugendliche und Erwachsene; Verurteilte Personen 2014” (official federal site) (독일어, 프랑스어). Neuchâtel, Switzerland: Swiss Federal Statistical Office. 2015년 4월 30일. 2015년 8월 14일에 확인함.
4. ↑  Swiss Federal Statistics Office
5. ↑  “Swiss Federal Statistics Office”. 2007년 12월 4일에 원본 문서에서 보존된 문서. 2009년 2월 2일에 확인함.
6. 1 2 3  Kriminalität, Strafvollzug – Daten, Indikatoren: Verurteile Personen: Jugendliche und Erwachsene (독일어) 2017년 10월 27일 접속
7. ↑  “Swiss youths admit to shoplifting and vandalism, study found”. 《SWI swissinfo.ch》. 2022년 10월 6일.
8. ↑  “Why most of Switzerland's prisoners are not Swiss”. 《SWI swissinfo.ch》 (영어). 2019년 4월 17일. 2023년 1월 10일에 확인함.
9. ↑  “Survey finds abuse in more than a third of Swiss companies”. 《SWI swissinfo.ch》. 2019년 5월 15일.
10. 1 2  “Banking: A Crack In The Swiss Vault”. 《60분》 (CBS). 2009년 12월 30일. 2014년 5월 21일에 원본 문서에서 보존된 문서.
11. ↑  “Swiss banks accused over tax evasion”. 《Financial Times》. 2012년 8월 12일.
12. 1 2  Hjelmgaard, Kim (2014년 1월 22일). “Secret's out on the Swiss bank account”. 《USA Today》. 2014년 1월 22일에 원본 문서에서 보존된 문서.
13. 1 2  “FINMA - Combating money laundering in the context of financial market supervision”. 2018년 12월 22일에 원본 문서에서 보존된 문서. 2018년 12월 21일에 확인함.
14. ↑  “Record reached for suspected money-laundering reports”. 《SWI swissinfo.ch》. 2018년 4월 27일.
15. 1 2 3 4  “Switzerland should get tougher on money-laundering, says report”. 《SWI swissinfo.ch》 (영어). 2022년 8월 30일.
16. ↑  “Credit Suisse faces verdict in cocaine-cash trial”. 《SWI swissinfo.ch》. 2022년 6월 27일.
17. ↑  “Credit Suisse Hit with Historic Money Laundering Conviction”. 《SWI swissinfo.ch》. 2022년 6월 27일.
18. ↑  “Swiss Justice Minister Resigns Amid Scandal”. 《The Washington Post》.
19. ↑  “Long shadow of Russian money raises tricky questions for Swiss bankers”. 《SWI swissinfo.ch》. 2022년 6월 20일.
20. ↑  Allen, Matthew (2022년 5월 18일). “Is Switzerland doing enough to freeze Russian assets?”. 《SWI swissinfo.ch》. 2022년 5월 19일에 확인함.
21. ↑  “Ukraine urges Switzerland to clamp down on Russian money”. 《SWI swissinfo.ch》. 2022년 3월 27일.
22. 1 2 3  “Investigating Swiss traders' links to murky world of Russian oil”. 2023년 6월 16일.
23. ↑  “Lutte contre les fonds illicites: l'Arsenal contre le blanchiment sera renforcé dès janvier” [Fight against illicit funds: The arsenal against money laundering will be reinforced from January]. 《Tribune de Genève》 (프랑스어). 2022년 8월 31일.
24. ↑  Dempsey, Harry; Cook, Chris (2023년 4월 17일). “Swiss-owned company's Russian gold trades expose gap in western sanctions”. 《SWI swissinfo.ch》 (영어). 2023년 4월 20일에 확인함.
25. 1 2  Romy, Katy (2021년 2월 5일). “Banking secrecy remains a business model for Swiss banks”. 《SWI swissinfo.ch》 (영어).
26. ↑  Allen, Matthew (2020년 9월 30일). “Does dirty money need banking secrecy to thrive?”. 《SWI swissinfo.ch》 (영어).
27. ↑  “EU Parliament's top group suggests blacklisting Switzerland after Credit Suisse leaks”. 《Reuters》. 2022년 2월 21일. 2022년 2월 21일에 확인함.
28. ↑  Allen, Matthew (2022년 10월 4일). “Dirty money remains threat to society, says watchdog”. 《SWI swissinfo.ch》 (영어).
29. ↑  Etwareea, Ram (2022년 10월 4일). “De l'argent sale entre encore en Suisse” [Dirty money still enters Switzerland]. 《Le Temps》 (프랑스어).
30. ↑  “Bill Browder: Swiss record on fighting money laundering is 'shocking'”. 《SWI swissinfo.ch》. 2022년 10월 10일. 2023년 7월 15일에 확인함.
31. ↑  “Minister: Swiss financial advisers must comply with money laundering law”. 《SWI swissinfo.ch》 (영어). 2023년 2월 25일.
32. ↑  “Swiss government wants more oversight of commodity trading sector”. 《SWI swissinfo.ch》. 2023년 3월 4일.
33. ↑  Plancade, Joan (2023년 10월 17일). “Blockchain – Origyn signe un leader mondial de la certification de diamants”. 《Bilan》 (프랑스어). 2023년 11월 12일에 확인함.
34. 1 2  James, Helen (2023년 9월 1일). “The impact of Russia sanctions on Swiss banks”. 《SWI swissinfo.ch》. 2023년 9월 6일에 확인함.
35. ↑  Ruche, Sébastien (2023년 11월 3일). “La Suisse doit soumettre les avocats et fiduciaires à la loi sur le blanchiment d’argent, rappelle le GAFI”. 《Le Temps》 (프랑스어). 2023년 11월 4일에 확인함.
36. ↑  “Suisse – la lutte contre le blanchiment d'argent sera consolidée” [Switzerland – the fight against money laundering will be strengthened]. 《Tribune de Genève》 (프랑스어). 2021년 3월 10일.
37. ↑  “SR 955.0 Federal Act of 10 October 1997 on Combating Money Laundering and Terrorist Financing in the Financial Sector (Anti-Money Laundering Act, AMLA)”. 《Fedlex》. Swiss Federal Chancellery.
38. ↑  Coll, Steve (2006년 9월 3일). “Osama's Bank Account”. 《The New Yorker》.
39. ↑  “Bin Laden linked to Swiss bank accounts”. 《SWI swissinfo.ch》. 2003년 12월 4일.
40. ↑  “Could Switzerland seize Russian assets to rebuild Ukraine?”. 《SWI swissinfo.info》. 2022년 6월 22일.
41. ↑  “Confisquer des avoirs russes: Très difficile selon le droit suisse”. 《Le Temps》 (프랑스어). 2022년 5월 31일.
42. ↑  Pieth, Mark (2023년 2월 5일). “'Switzerland has the legal basis to use frozen Russian money for Ukraine'”. 《SWI swissinfo.ch》.
43. 1 2  “Youth crime: more drug use, less dealing”. 《SWI swissinfo.ch, a branch of the Swiss Broadcasting Corporation SRG SSR》. 2018년 7월 6일. 2018년 7월 18일에 확인함.
44. ↑  “Why Swiss cities dominate the cocaine hit parade”. 《SWI swissinfo.ch》. 2019년 2월 6일.
45. ↑  “Cancer cases and cannabis use on the rise in Switzerland”. 《SWI swissinfo.ch》. 2019년 10월 29일.
46. ↑  Misicka, Susan (2020년 2월 5일). “What people in Switzerland are addicted to”. 《SWI swissinfo.ch》.
47. ↑  “Swiss cocaine market estimated at five tonnes a year”. 《SWI swissinfo.ch》. 2018년 7월 12일.
48. ↑  “Le marché des stupéfiants dans le canton de Vaud. Partie 1 : les opioïdes”. 《IUMSP》 (프랑스어). 2018년 12월 9일에 원본 문서에서 보존된 문서.
49. ↑  Uchtenhagen et al., 1999
50. ↑  Ribeaud, Denis (2004). 《Long-term Impacts of the Swiss Heroin Prescription Trials on Crime of Treated Heroin Users》. 《Journal of Drug Issues (Tallahassee, Florida: University of Florida)》. 187쪽.
51. ↑  “Switzerland”. 《Drug Policy Facts》. 2021년 7월 7일.
52. ↑  “Une demi-tonne de cocaïne saisie à l'usine Nespresso de Romont”. 《Le Temps》 (프랑스어). 2022년 5월 5일.
53. ↑  “Prosecutors suspend probe into cocaine seizure at Swiss Nespresso factory”. 《SWI swissinfo.ch》. 2023년 9월 13일. 2023년 9월 13일에 확인함.
54. ↑  “Study finds cocaine popular among drivers in Switzerland”. 《SWI swissinfo.ch》. 2023년 3월 6일. 2023년 3월 8일에 확인함.
55. ↑  Kern, Thomas; Beti, Luca (2024년 3월 15일). “Switzerland, an unsuspected hub for international cocaine trafficking”. 《SWI swissinfo.ch》. 2024년 5월 16일에 확인함.
56. ↑  “Classement – Dix-neuf voitures volées chaque jour en Suisse”. 《Tribune de Genève》 (프랑스어). 2021년 12월 14일.
57. ↑  Jeannet, François; Magnin, Pascal (2022년 11월 15일). 《A la recherche du meilleur cadenas》 [In search of the best padlock] (Television production). A bon entendeur (프랑스어). RTS Radio Télévision Suisse.  3:50에 발생. 2023년 5월 2일에 확인함. En Suisse, on compte 40,000 vols de vélos par année
58. ↑  “Burglaries in Switzerland rise for first time in ten years”. 2023년 3월 27일.
59. ↑  “Cybercrime is skyrocketing in Switzerland”. 《SWI swissinfo.ch》. June 2017.
60. ↑  “Army and ministers among millions of hacked Swiss E-mails”. 《SWI swissinfo.ch》. 2019년 3월 6일.
61. ↑  “Fraud and online crime on the rise in Switzerland”. 《SWI swissinfo.ch》. 2020년 3월 23일.
62. ↑  “Swiss cyber-crime incidents increase by a quarter”. 《SWI swissinfo.ch》. 2022년 3월 28일.
63. ↑  Seydtaghia, Anouch (2023년 7월 2일). “Des données ultrasensibles sur la sécurité de la Suisse sont en ligne sur le darknet”. 《Le Temps》 (프랑스어). 2023년 7월 15일에 확인함.
64. ↑  Bondolfi, Sibilla (2018년 9월 18일). “Why men can't be rape victims in Switzerland”. 《SWI swissinfo.ch》 (영어).
65. ↑  “SR 311.0 Swiss Criminal Code of 21 December 1937: Art. 190”. 《Fedlex》. Swiss Federal Chancellery.
66. ↑  “SR 311.0 Swiss Criminal Code of 21 December 1937: Art. 189”. 《Fedlex》. Swiss Federal Chancellery.
67. ↑  “Burglaries in Switzerland rise for first time in ten years”. 《SWI swissinfo.ch》. 2023년 3월 27일. 2023년 6월 29일에 확인함.
68. ↑  “Le FBI transmet plus de cas présumés de pédopornographie à Fedpol”. 2019년 1월 13일.
69. ↑  “Geopolitics and Pedocriminality”.
70. ↑  “Steep rise in number of Catholic church sexual abuse reports in Switzerland”. 2018년 9월 7일.
71. ↑  “Swiss Catholic Church to step up sexual abuse reports”. 《SWI swissinfo.ch》. 2018년 9월 5일.
72. ↑  “Sweeping study finds 1,000 cases of sexual abuse in Swiss Catholic Church since 1950”. 《SWI swissinfo.ch》. 2023년 9월 12일. 2023년 9월 12일에 확인함.
73. ↑  “MSN”. 《msn.com》. 2023년 9월 25일. 2023년 9월 25일에 확인함.
74. ↑  “Basel verbiete jede Diffamierung von Juden und Judentum” (PDF) (독일어). Vienna: Die Stimme – Jüdische Zeitung. 1934년 12월 14일. 2011년 7월 19일에 원본 문서 (PDF)에서 보존된 문서. 2009년 11월 12일에 확인함.
75. ↑  “How Christian Europe created anti-Semitism in the Middle Ages”. 《SWI swissinfo.ch》. 2022년 8월 23일.
76. ↑  “Le nombre d'incidents racistes signalés en Suisse continue d'augmenter”. 《Le Temps》. 2020년 4월 27일.
77. ↑  “Expert group criticises systemic racism in Switzerland”. 《SWI swissinfo.ch》. 2022년 1월 26일.
78. ↑  “Swiss record almost 600 cases of racial discrimination in 2020”. 《SWI swissinfo.ch》. 2021년 4월 18일.
79. ↑  “The challenges for young Swiss Muslims after 9/11”. 《SWI swissinfo.ch》. 2021년 10월 5일.
80. ↑  “Annual racism report flags 630 cases of discrimination”. 《SWI swissinfo.ch》. 2022년 4월 24일.
81. ↑  “Hate crimes against LGBTQ on the rise in Switzerland”. 《SWI swissinfo.ch》. 2022년 5월 17일.
82. ↑  “Three out of 100 Swiss have experienced a hate crime”. 《SWI swissinfo.ch》. 2023년 8월 24일. 2023년 8월 30일에 확인함.
83. ↑  “Council of Europe's Anti-Corruption body calls on Switzerland to develop ethical rules applicable to federal members of parliament, judges and prosecutors”. 《Group of States against Corruption》 (Council of Europe). 2017년 3월 23일에 확인함.
84. ↑  “Corruption Perception Index 2017”. Berlin, Germany: Transparency International. 2018년 2월 21일. 2019년 7월 18일에 확인함.
85. ↑  “Switzerland remains top of 'financial secrecy' ranking as US rises to second” (영국 영어). 2018년 1월 31일. 2019년 7월 18일에 확인함.
86. ↑  “Fonds russes gelés en Suisse – Berne intervient contre les critiques américaines de la justice suisse”. 《24 heures》 (프랑스어). 2023년 8월 4일. 2023년 8월 9일에 확인함.
87. ↑  “Swiss public institutions hit hard by white-collar crime”. 《SWI swissinfo.ch》. 2021년 4월 15일.
88. ↑  Swiss Federal Statistics Office
89. ↑  “Federal Department of Justice and Police study”. 2007년 2월 5일에 원본 문서에서 보존된 문서. 2009년 2월 2일에 확인함.
90. ↑  Swiss Federal Statistics Office - Kriminalität, Strafvollzug – Daten, Indikatoren Verurteile Personen: Jugendliche und Erwachsene 2016년 8월 3일 접속
91. ↑  Neue Statistik: Tamilen sind krimineller als Ex-Jugoslawen, Tages-Anzeiger 2010년 9월 12일.
92. ↑  
Alard du Bois-Reymond, 연방 이민청장, 예를 들어 Blick, 2010년 9월 12일.
93. ↑  데이터 출처: Swiss Federal Statistics Office
94. ↑  20세~39세; 데이터 출처: Swiss Federal Statistics Office
95. ↑  “Swiss approve foreign criminal initiative”. 《SWI swissinfo.ch》. 2010년 11월 28일. 2010년 11월 29일에 확인함.
96. ↑  Shotter, James (2012년 8월 12일). “Swiss banks accused over tax evasion”. 《Financial Times》. 2020년 4월 23일에 확인함.
97. ↑  “Attorney General charges Credit Suisse in Bulgarian money-laundering case”. 《SWI swissinfo.ch》. 2020년 12월 17일.
98. ↑  “Credit Suisse Charged over Money Laundering in Cocaine Ring”. 《Bloomberg》. 2020년 12월 17일.
99. ↑  “Serbian intelligence denies alleged murder plot on Swiss prosecutor”. 2022년 4월 12일.
100. ↑  Parvex, Marie (2022년 4월 16일). “Interview de Saša Djordjević: "Le crime organisé ne peut pas fonctionner sans protection politique"”. 《Tribune de Genève》 (프랑스어).
101. ↑  “Attorney General: Swiss must step up fight against mafia”. 《SWI swissinfo.ch》. 2022년 11월 26일. 2022년 12월 5일에 확인함.
102. ↑  “Swiss police boss calls for more resources to fight mafia”. 《SWI swissinfo.ch》. 2023년 8월 3일. 2023년 8월 4일에 확인함.
103. ↑  “With Over 300 Sanctions, U.S. Targets Russia's Circumvention and Evasion, Military-Industrial Supply Chains, and Future Energy Revenues”. 《U.S. Department of the Treasury》. 2023년 6월 1일에 확인함.
104. ↑  Battersby, Mark (2023년 5월 24일). “US sanctions Zurich-headquartered asset manager and its UAE-based regional head”. 《InternationalInvestment》. 2023년 6월 1일에 확인함.
105. ↑  “Police chief: Switzerland is 'too attractive' for organised crime”. 2023년 6월 25일.
106. ↑  “Mafia numbers in Switzerland higher than previously thought”. 《SWI swissinfo.ch》. 2020년 7월 26일. 2023년 9월 13일에 확인함.
107. ↑  Mathey, Dimitri (2025년 4월 19일). “Trafic de drogue et d’influence: le crime organisé a-t-il infiltré la politique suisse?”. 《Tribune de Genève》 (프랑스어). 2025년 6월 15일에 확인함.
108. ↑  “Sharp rise in human trafficking victims in Switzerland”. 《SWI swissinfo.ch》. 2022년 10월 18일.